# Francisco Aman
Francisco Aman (San Luis, Argentina, 17 de abril de 1993) es un futbolista argentino y su equipo actual es Juventud Unida Universitario del Federal A de Argentina.

## Características
Se desempeña como extremo y volante externo, tanto por derecha como por izquierda. Su pierna hábil es la derecha, y se destaca por su velocidad y regate.

## Clubes
Actualizado el 29 de febrero de 2024.
| Club                               | País      | Año         | PJ | Goles |
| ---------------------------------- | --------- | ----------- | -- | ----- |
| Juventud Unida Universitario       | Argentina | 2015-2016   | 24 | 2     |
| Deportivo Guastatoya               | Guatemala | 2016 - 2017 | 27 | 3     |
| Estudiantes de San Luis            | Argentina | 2017 - 2018 |    |       |
| Juventud Unida Universitario       | Argentina | 2018 - 2019 |    |       |
| Estudiantes de Rio Cuarto          | Argentina | 2019        |    |       |
| Deportivo Madryn                   | Argentina | 2020        | 3  | 0     |
| Defensores de Potrero de los Funes | Argentina | 2021        | 5  | 1     |
| Independiente de Chivilcoy         | Argentina | 2021        | 30 | 1     |
| Racing de Córdoba                  | Argentina | 2022 - 2023 |    |       |
| Juventud Unida Universitario       | Argentina | 2024 - Act. |    |       |
| Total                              |           |             | 89 | 7     |

## Palmarés
| Título           | Club                         | País      | Año  |
| ---------------- | ---------------------------- | --------- | ---- |
| Torneo Federal A | Juventud Unida Universitario | Argentina | 2015 |

Torneo Federal A Racing de Cordoba 2022